# Franz Joachim von Reinhardt
Franz Joachim von Reinhardt (* 1742 in Berlin; † 7. August 1809 auf Groß Möringen, Kreis Stendal) war ein preußischer Generalleutnant und Chef des Infanterieregiments Nr. 52 sowie Vizegouverneur von Glogau.

## Leben

### Herkunft
Seine Eltern waren der Kriegs- und Domänenrat Karl Franz von Reinhardt (* 1687; † 12. September 1765) und dessen Ehefrau Charlotte, geborene von Scharden. Seine Schwester Leopoldine Marianne (1748–1815) war mit dem General Theodor Philipp von Pfau verheiratet.

### Militärkarriere
Reinhardt ging 1758 als Gefreitenkorporal in das Infanterieregiment „von Kanitz“ und nahm dann am Siebenjährigen Krieg teil. Er kämpfte in den Schlachten von Kay, Kunersdorf und Reichenbach, den Gefechten von Meißen und Berlin, nahm an der Verteidigung von Kolberg teil sowie an der Belagerung von Schweidnitz. Im Krieg wurde er am 5. Mai 1759 Fähnrich und am 3. Juni 1762 Sekondeleutnant.
Nach dem Krieg wurde er am 6. März 1768 zum Premierleutnant befördert und stieg bis Mitte Dezember 1773 zum Kapitän und Kompaniechef in seinem Regiment auf. Als solcher nahm er am Bayerischen Erbfolgekrieg teil. Danach wurde er am 27. April 1780 Major und am 18. März 1786 Kommandeur des II. Bataillons. Am 30. Dezember 1786 erhielt er das Kommando über das Grenadierbataillons „von Ruits“, das aus den Grenadierkompanien der Regimenter Nr. 2 und Nr. 16 gebildet wurde. In dieser Stellung am 20. Mai 1789 zum Oberstleutnant befördert, erhielt Reinhardt anlässlich der Revue in Heiligenbeil am 8. Juni 1789 den Pour le Mérite. Am 11. August 1790 wurde er Oberst und am 6. Juni 1791 Regimentskommandeur. Darauf folgte am 1. Januar 1795 die Ernennung zum Generalmajor. Wenig später am 19. Mai 1795 wurde Reinhardt Chef des Infanterieregiments „Graf von Schwerin“. Am 20. Mai 1802 erhielt er noch die Beförderung zum Generalleutnant.
Seine Gesundheit hatte aber stark gelitten, so erhielt er am 23. Oktober 1806 seine Demission mit der Verleihung des Großen Roten Adlerordens. In Anbetracht des nahenden Vierten Koalitionskrieges mit Frankreich wurde er schon am 24. Oktober 1806 zum Vizegouverneur von Glogau ernannt. Die Festung kapitulierte am 3. Dezember 1806 vor den Franzosen und Reinhardt wurde inaktiv gestellt. Am 23. Oktober 1808 begann gegen ihn das Kriegsgerichtsverfahren wegen der Kapitulation. Aber noch vor einem Urteil, starb er unverheiratet am 7. August 1809 auf Groß-Möringen.
Das Kriegsgericht kam zu dem Schluss, dass der kranke Reinhardt überfordert war. Das Urteil wurde am 1. Februar 1810 zwar noch von König Friedrich Wilhelm III. bestätigt, hatte aber für Reinhardt keine Auswirkungen mehr.